# Johan van Goch
Johan van Goch (Zutphen, 1580-1637) was in de zeventiende eeuw een ambtsdrager in de Republiek der Verenigde Provinciën. 
Hij was burgemeester van zijn geboorteplaats Zutphen en afgevaardigde naar de Staten Generaal, toen de griffier van de Staten-Generaal, Cornelis van Aerssen, hem in 1621 verzocht hem wegens zijn gevorderde leeftijd bij te staan bij het vervullen van zijn taken. In 1623 nam hij zijn taken over, maar Van Aerssen bleef titulair griffier. Na het overlijden van Van Aerssen in 1627 benoemden de Staten-Generaal Van Goch tot zijn opvolger. 
In 1628 werd Van Goch aangesteld tot thesaurier-generaal van de Unie van de Verenigde Provinciën als opvolger van Joris de Bye. Hij vervulde deze functie tot zijn overlijden in 1637. Hij werd toen algemeen geprezen wegens zijn kunde en ijver. Van Goch schreef onder meer in het Album amicorum van Ernst Brinck.